# Manspach
Manspach é uma comuna francesa na região administrativa de Grande Leste, no departamento Alto Reno. Estende-se por uma área de 5,3 km². Em 2010 a comuna tinha 558 habitantes (densidade: 105,3 hab./km²).